# Championnat national de tennis des États-Unis 1949
Pour un article plus général, voir US Open de tennis.
Résultats détaillés de l’édition 1949 du championnat de tennis US National qui est disputée du 26 août au 5 septembre 1949.

## Palmarès
| Tableau          | Vainqueurs                           | Vainqueurs                | Score                     | Finalistes                       | Finalistes |
| ---------------- | ------------------------------------ | ------------------------- | ------------------------- | -------------------------------- | ---------- |
| Simple dames     | Margaret Osborne                     | États-Unis                | 6-4, 6-1                  | Doris Hart                       | États-Unis |
| Simple messieurs | Pancho Gonzales                      | États-Unis                | 16-18, 2-6, 6-1, 6-2, 6-4 | Ted Schroeder                    | États-Unis |
| Double dames     | Louise Brough Clapp Margaret Osborne | États-Unis                | 6-4, 10-8                 | Shirley Fry Irvin Doris Hart     | États-Unis |
| Double messieurs | John Bromwich Bill Sidwell           | Australie                 | 6-4 6-0 6-1               | Frank Sedgman George Worthington | Australie  |
| Double mixte     | Louise Brough Clapp Eric Sturgess    | États-Unis Afrique du Sud | 4-6, 6-3, 7-5             | Margaret Osborne Bill Talbert    | États-Unis |

## Simple dames
|  |                  |  |   |   |  |
|  | Finale           |  |   |   |  |
|  |                  |  |   |   |  |
|  |                  |  |   |   |  |
|  | Margaret Osborne |  | 6 | 6 |  |
|  | Margaret Osborne |  | 6 | 6 |  |
|  | Doris Hart       |  | 4 | 1 |  |

## Double dames
|  |                                |  |   |    |  |
|  | Finale                         |  |   |    |  |
|  |                                |  |   |    |  |
|  |                                |  |   |    |  |
|  | Louise Brough Margaret Osborne |  | 6 | 10 |  |
|  | Louise Brough Margaret Osborne |  | 6 | 10 |  |
|  | Shirley Fry Doris Hart         |  | 4 | 8  |  |

## Double mixte
|  |                               |  |   |   |   |
|  | Finale                        |  |   |   |   |
|  |                               |  |   |   |   |
|  |                               |  |   |   |   |
|  | Louise Brough Eric Sturgess   |  | 4 | 6 | 7 |
|  | Louise Brough Eric Sturgess   |  | 4 | 6 | 7 |
|  | Margaret Osborne Bill Talbert |  | 6 | 3 | 5 |